# Lord Invader

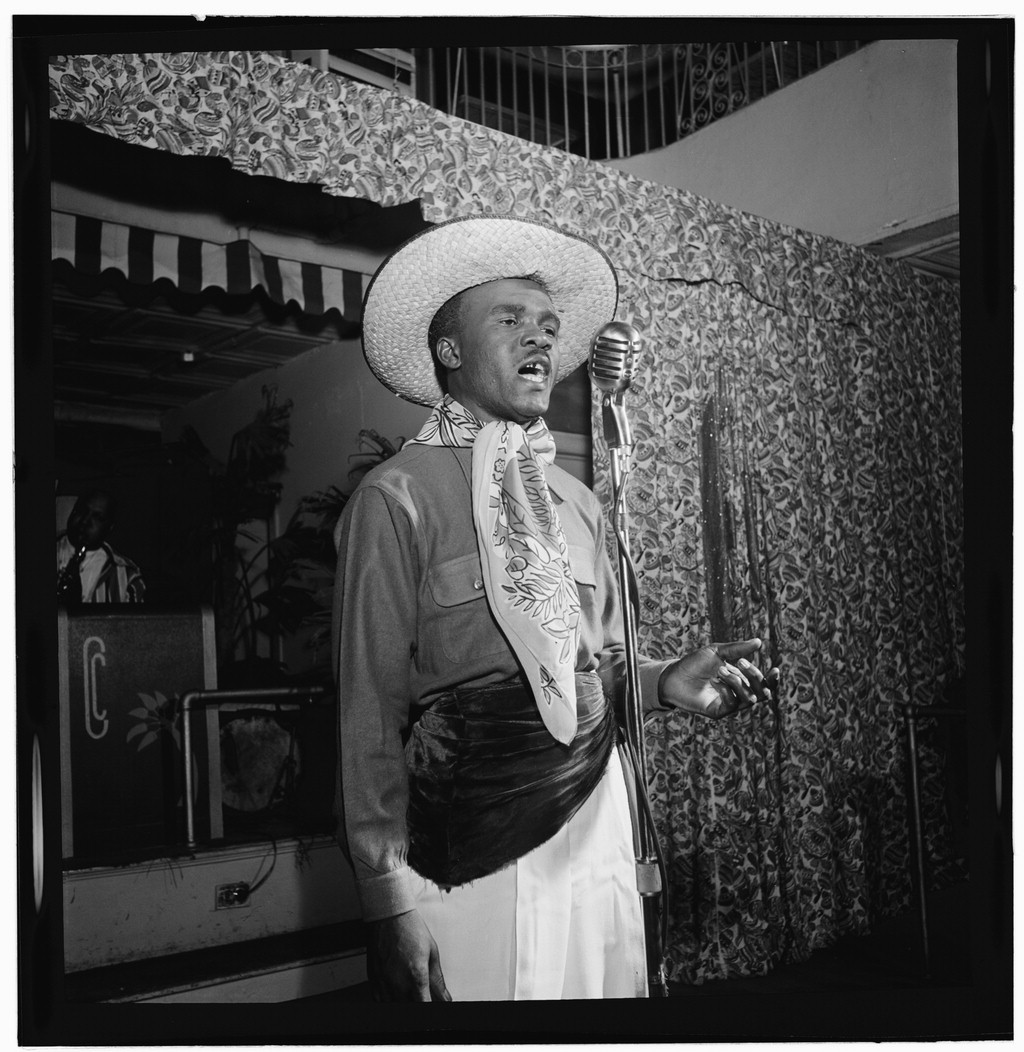
Lord Invader (Aufnahme zwischen 1938 und 1948)

Lord Invader (* 13. Dezember 1914 in San Fernando, Trinidad; † 15. Oktober 1961 in New York; eigentlicher Name Rupert Westmore Grant) war ein Komponist und Sänger von Calypsos.

## Leben
Rupert Grant wurde 1937 als Sänger in den Calypso-Zelten des Karnevals in Port of Spain aktiv. Sein Bühnenname „Lord Invader“ wurde ihm von seinem Schneider verliehen. Invaders größter Hit war Rum and Coca-Cola, dessen Text er geschrieben hatte. Er übernahm dazu eine aus dem Jahre 1906 stammende Melodie des von Lionel Belasco komponierten Titels L'Année passée (deutsch: „Das vergangene Jahr“) und präsentierte das Lied zur Karnevalssaison im Februar 1943. Als dann der Komödiant Morey Amsterdam im September 1943 zur Truppenbetreuung amerikanischer Soldaten nach Trinidad kam, griff er den inselbekannten Song auf und ließ ihn in den USA unter seinem Namen zum Copyright anmelden. Die Andrews Sisters feierten mit Rum and Coca-Cola 1945 einen Welthit. In den darauf folgenden Gerichtsverfahren um die Urheberrechte wurde die Version der Andrews Sisters als Plagiat eingestuft, sodass Lord Invader und Lionel Belasco einen Schadensersatz zugesprochen bekamen. Die anderen Beteiligten durften jedoch weiterhin als Komponisten erwähnt werden.
Während der 2-jährigen Prozessdauer hielt sich Lord Invader oft in New York auf, und so existiert eine Live-Aufnahme aus der Townhall (123 W 43rd St), New York City, vom 21. Dezember 1946 unter Regie von Alan Lomax. Die insgesamt 22 Titel (wenn man von der Einführung absieht) enthalten auch Lord Invaders Version von Rum and Coca-Cola, erhältlich auf der CD Calypso At Midnight, erschienen am 15. November 1999 bei Rounder Records.
Grant starb am 15. Oktober 1961 in New York.